# 変光星の一覧
変光星の一覧（へんこうせいのいちらん）は、主な変光星の星座別の一覧である。なお変光星は2008年現在知られているものだけで5万個以上あるので、その全てをこの一覧で網羅することは事実上不可能である。

## 北天の星座

### おおぐま座
- ε UMa（おおぐま座ε星）
- R UMa（おおぐま座R星）
- T UMa（おおぐま座T星）
- U UMa（おおぐま座U星）
- W UMa（おおぐま座W星）
- Z UMa（おおぐま座Z星）
- SV UMa（おおぐま座SV星）
- TX UMa（おおぐま座TX星）
- AN UMa（おおぐま座AN星）
- LM UMa（おおぐま座LM星）

### カシオペヤ座
- γ Cas（カシオペヤ座γ星）
- ρ Cas（カシオペヤ座ρ星）
- R Cas（カシオペヤ座R星）
- S Cas（カシオペヤ座S星）
- W Cas（カシオペヤ座W星）
- RZ Cas（カシオペヤ座RZ星）
- TV Cas（カシオペヤ座TV星）
- TZ Cas（カシオペヤ座TZ星）
- PZ Cas（カシオペヤ座PZ星）
- V509 Cas（カシオペヤ座V509星）

### きりん座
- X Cam（きりん座X星）
- VZ Cam（きりん座VZ星）

### ケフェウス座
- β Cep（ケフェウス座β星）
- δ Cep（ケフェウス座δ星）
- μ Cep（ガーネット・スター）
- S Cep（ケフェウス座S星）
- T Cep（ケフェウス座T星）
- U Cep（ケフェウス座U星）
- W Cep（ケフェウス座W星）
- RU Cep（ケフェウス座RU星）
- RX Cep（ケフェウス座RX星）
- RW Cep（ケフェウス座RW星）
- SS Cep（ケフェウス座SS星）
- VV Cep（ケフェウス座VV星）
- AR Cep（ケフェウス座AR星）
- V354 Cep（ケフェウス座V354星）

### こぐま座
- α UMi（ポラリス（現在の北極星））

### りゅう座
- R Dra（りゅう座R星）
- WZ Dra（りゅう座WZ星）
- AI Dra（りゅう座AI星）
- BY Dra（りゅう座BY星）
- LY Dra（りゅう座LY星）

## 北半球における春の星座

### うしかい座
- R Boo（うしかい座R星）
- V Boo（うしかい座V星）
- W Boo（うしかい座W星）

### うみへび座
- R Hya（うみへび座R星）
- S Hya（うみへび座S星）
- U Hya（うみへび座U星）
- V Hya（うみへび座V星）
- W Hya（うみへび座W星）
- VW Hya（うみへび座VW星）

### おとめ座
- R Vir（おとめ座R星）
- S Vir（おとめ座S星）
- T Vir（おとめ座T星）
- U Vir（おとめ座U星）
- W Vir（おとめ座W星）
- SS Vir（おとめ座SS星）
- GW Vir（おとめ座GW星）
- HW Vir（おとめ座HW星）
- OX Vir（おとめ座OX星）
- OY Vir（おとめ座OY星）
- QS Vir（おとめ座QS星）

### かに座
- R Cnc（かに座R星）
- S Cnc（かに座S星）
- T Cnc（かに座T星）
- X Cnc（かに座X星）
- DX Cnc（かに座DX星）

### かみのけ座
- R Com（かみのけ座R星）

### からす座
- R Crv（からす座R星）

### かんむり座
- α CrB（かんむり座α星）
- R CrB（かんむり座R星）
- S CrB（かんむり座S星）
- T CrB（かんむり座T星）
- U CrB（かんむり座U星）
- V CrB（かんむり座V星）
- W CrB（かんむり座W星）
- RR CrB（かんむり座RR星）

### こじし座
- R LMi（こじし座R星）

### しし座
- R Leo（しし座R星）

### ポンプ座
- U Ant（ポンプ座U星）

### りょうけん座
- α CVn（りょうけん座α星）
- V CVn（りょうけん座V星）
- Y CVn（りょうけん座Y星）
- AM CVn（りょうけん座AM星）

## 北半球における夏の星座

### いて座
- R Sgr（いて座R星）
- U Sgr（いて座U星）
- RR Sgr（いて座RR星）
- RT Sgr（いて座RT星）
- RU Sgr（いて座RU星）
- RW Sgr（いて座RW星）
- RY Sgr（いて座RY星）
- VX Sgr（いて座VX星）
- AR Sgr（いて座AR星）
- KW Sgr（いて座KW星）
- V505 Sgr（いて座V505星）

### いるか座
- R Del（いるか座R星）
- U Del（いるか座U星）
- EU Del（いるか座EU星）

### こぎつね座
- R Vul（こぎつね座R星）
- S Vul（こぎつね座S星）
- U Vul（こぎつね座U星）
- V Vul（こぎつね座V星）
- Z Vul（こぎつね座Z星）
- CK Vul（こぎつね座CK星）
- V336 Vul（こぎつね座V336星）

### こと座
- β Lyr（こと座β星）
- R Lyr（こと座R星）
- RR Lyr（こと座RR星）

### さそり座
- α Sco（アンタレス）
- δ Sco（さそり座δ星）
- σ Sco（さそり座σ星）
- U Sco（さそり座U星）
- RR Sco（さそり座RR星）
- RS Sco（さそり座RS星）
- RT Sco（さそり座RT星）
- AH Sco（さそり座AH星）
- AI Sco（さそり座AI星）

### たて座
- R Sct（たて座R星）
- UY Sct（たて座UY星）

### とかげ座
- EV Lac（とかげ座EV星）

### はくちょう座
- α Cyg（デネブ）
- χ Cyg（はくちょう座χ星）
- P Cyg（はくちょう座P星）
- R Cyg（はくちょう座R星）
- U Cyg（はくちょう座U星）
- W Cyg（はくちょう座W星）
- X Cyg（はくちょう座X星）
- RS Cyg（はくちょう座RS星）
- RT Cyg（はくちょう座RT星）
- RW Cyg（はくちょう座RW星）
- RZ Cyg（はくちょう座RZ星）
- SS Cyg（はくちょう座SS星）
- SU Cyg（はくちょう座SU星）
- AF Cyg（はくちょう座AF星）
- AV Cyg（はくちょう座AV星）
- CH Cyg（はくちょう座CH星）
- V1339 Cyg（はくちょう座V1339星）
- V1357 Cyg（はくちょう座X-1）
- V1500 Cyg（はくちょう座V1500星）

### へび座
- R Ser（へび座R星）
- S Ser（へび座S星）

### へびつかい座
- V Oph（へびつかい座V星）
- X Oph（へびつかい座X星）
- RS Oph（へびつかい座RS星）
- TX Oph（へびつかい座TX星）
- BF Oph（へびつかい座BF星）

### ヘルクレス座
- α Her（ヘルクレス座α星）
- g Her（ヘルクレス座g星）
- u Her（ヘルクレス座u星）
- S Her（ヘルクレス座S星）
- U Her（ヘルクレス座U星）
- X Her（ヘルクレス座X星）
- SX Her（ヘルクレス座SX星）
- UU Her（ヘルクレス座UU星）
- AC Her（ヘルクレス座AC星）
- AM Her（ヘルクレス座AM星）

### や座
- R Sge（や座R星）
- U Sge（や座U星）
- WZ Sge（や座WZ星）
- FG Sge（や座FG星）

### わし座
- η Aql（わし座η星）
- R Aql（わし座R星）
- V Aql（わし座V星）
- NO Aql（わし座NO星）
- V1343 Aql（SS 433）

## 北半球における秋の星座

### アンドロメダ座
- R And（アンドロメダ座R星）
- S And（アンドロメダ座S星）
- RS And（アンドロメダ座RS星）
- RU And（アンドロメダ座RU星）
- RV And（アンドロメダ座RV星）
- WY And（アンドロメダ座WY星）
- GY And（アンドロメダ座GY星）

### うお座
- R Psc（うお座R星）
- TX Psc（うお座TX星）
- EL Psc（うお座EL星）

### おひつじ座
- R Ari（おひつじ座R星）
- U Ari（おひつじ座U星）
- TZ Ari（おひつじ座TZ星）
- AN Ari（おひつじ座AN星）
- AU Ari（おひつじ座AU星）
- AV Ari（おひつじ座AV星）
- CN Ari（おひつじ座CN星）

### くじら座
- ο Cet（ミラ）
- T Cet（くじら座T星）
- U Cet（くじら座U星）
- W Cet（くじら座W星）
- UV Cet（ルイテン726-8B）
- YZ Cet（くじら座YZ星）
- ZZ Cet（くじら座ZZ星）
- BL Cet（ルイテン726-8A）

### さんかく座
- R Tri（さんかく座R星）

### ちょうこくしつ座
- R Scl（ちょうこくしつ座R星）
- S Scl（ちょうこくしつ座S星）

### ペガスス座
- β Peg（ペガスス座β星）
- γ Peg（ペガスス座γ星）
- ε Peg（ペガスス座ε星）
- R Peg（ペガスス座R星）
- S Peg（ペガスス座S星）
- X Peg（ペガスス座X星）

### ペルセウス座
- β Per（アルゴル）
- ρ Per（ペルセウス座ρ星）
- φ Per（ペルセウス座φ星）
- S Per（ペルセウス座S星）
- T Per（ペルセウス座T星）
- W Per（ペルセウス座W星）
- X Per（ペルセウス座X星）
- RS Per（ペルセウス座RS星）
- SU Per（ペルセウス座SU星）
- AD Per（ペルセウス座AD星）
- DY Per（ペルセウス座DY星）
- GK Per（ペルセウス座GK星）

### みずがめ座
- R Aqr（みずがめ座R星）
- T Aqr（みずがめ座T星）
- Z Aqr（みずがめ座Z星）
- EZ Aqr（みずがめ座EZ星）

### やぎ座
- R Cap（やぎ座R星）

### ろ座
- R For（ろ座R星）

## 北半球における冬の星座

### いっかくじゅう座
- U Mon（いっかくじゅう座U星）
- V Mon（いっかくじゅう座V星）
- X Mon（いっかくじゅう座X星）
- V523 Mon（いっかくじゅう座V523星）

### うさぎ座
- R Lep（うさぎ座R星）
- RX Lep（うさぎ座RX星）

### エリダヌス座
- T Eri（エリダヌス座T星）

### おうし座
- λ Tau（おうし座λ星）
- R Tau（おうし座R星）
- T Tau（おうし座T星）
- RV Tau（おうし座RV星）
- SU Tau（おうし座SU星）
- TX Tau（おうし座TX星）
- CE Tau（おうし座CE星）
- DH Tau（おうし座DH星）

### おおいぬ座
- β CMa（おおいぬ座β星）
- R CMa（おおいぬ座R星）
- VY CMa（おおいぬ座VY星）
- FW CMa（おおいぬ座FW星）

### オリオン座
- α Ori（ベテルギウス）
- β Ori（リゲル）
- δ Ori（オリオン座δ星）
- ε Ori（オリオン座ε星）
- R Ori（オリオン座R星）
- S Ori（オリオン座S星）
- U Ori（オリオン座U星）
- W Ori（オリオン座W星）
- VV Ori（オリオン座VV星）
- CK Ori（オリオン座CK星）

### ぎょしゃ座
- ε Aur（ぎょしゃ座ε星）
- ψ1 Aur（ぎょしゃ座ψ1星）
- R Aur（ぎょしゃ座R星）
- Z Aur（ぎょしゃ座Z星）
- AE Aur（ぎょしゃ座AE星）
- AG Aur（ぎょしゃ座AG星）
- NO Aur（ぎょしゃ座NO星）

### こいぬ座
- S CMi（こいぬ座S星）

### とも座
- ρ Pup（とも座ρ星）
- L2 Pup（とも座L2星）
- RS Pup（とも座RS星）

### はと座
- T Col（はと座T星）

### ふたご座
- ζ Gem（ふたご座ζ星）
- η Gem（ふたご座η星）
- R Gem（ふたご座R星）
- S Gem（ふたご座S星）
- T Gem（ふたご座T星）
- U Gem（ふたご座U星）
- SS Gem（ふたご座SS星）
- SW Gem（ふたご座SW星）

### らしんばん座
- T Pyx（らしんばん座T星）

## 南天の星座

### おおかみ座
- RU Lup（おおかみ座RU星）

### がか座
- R Pic（がか座R星）

### かじき座
- β Dor（かじき座β星）
- S Dor（かじき座S星）

### カメレオン座
- R Cha（カメレオン座R星）

### きょしちょう座
- EG Tuc（きょしちょう座EG星）

### くじゃく座
- κ Pav（くじゃく座κ星）
- S Pav（くじゃく座S星）

### けんびきょう座
- U Mic（けんびきょう座U星）

### ケンタウルス座
- ο1 Cen（ケンタウルス座ο1星）
- R Cen（ケンタウルス座R星）
- S Cen（ケンタウルス座S星）
- T Cen（ケンタウルス座T星）
- V645 Cen（プロキシマ・ケンタウリ）
- V886 Cen（ケンタウルス座V886星）
- V1154 Cen（ケンタウルス座V1154星）

### さいだん座
- U Ara（さいだん座U星）
- V865 Ara（さいだん座V865星）

### じょうぎ座
- R Nor（じょうぎ座R星）
- T Nor（じょうぎ座T星）

### つる座
- S Gru（つる座S星）

### とけい座
- R Hor（とけい座R星）
- U Hor（とけい座U星）

### はちぶんぎ座
- R Oct（はちぶんぎ座R星）
- S Oct（はちぶんぎ座S星）

### ふうちょう座
- θ Aps（ふうちょう座θ星）

### ぼうえんきょう座
- PV Tel（ぼうえんきょう座PV星）
- V339 Tel（ぼうえんきょう座V339星）
- V344 Tel（ぼうえんきょう座V344星）

### ほうおう座
- ζ Phe（ほうおう座ζ星）
- SX Phe（ほうおう座SX星）

### みずへび座
- CX Hyi（みずへび座CX星）

### みなみじゅうじ座
- β Cru（みなみじゅうじ座β星）
- R Cru（みなみじゅうじ座R星）

### りゅうこつ座
- η Car（りゅうこつ座η星）
- l Car（りゅうこつ座l星）
- R Car（りゅうこつ座R星）
- S Car（りゅうこつ座S星）
- RT Car（りゅうこつ座RT星）
- AG Car（りゅうこつ座AG星）
- EV Car（りゅうこつ座EV星）
- V602 Car（りゅうこつ座V602星）